# 涂市镇
涂市镇，原为涂市乡，是中华人民共和国重庆市酉阳土家族苗族自治县下辖的一个乡镇级行政单位。2018年撤乡设镇。。区划代码改为500242115。

## 行政区划
涂市镇下辖以下地区：
涂市村、桃鱼村、胜利村、涂家寨村、麻田村、钟岭村、地灵村、大杉村、银岭村和大林村。